# Mariano Uglessich
Mariano Esteban Uglessich (* 6. November 1981 in Buenos Aires) ist ein ehemaliger argentinischer Fußballspieler. Der Innenverteidiger wurde in Argentinien, Paraguay und Chile jeweils nationaler Meister.

## Karriere
Mariano Uglessich begann in der Jugendabteilung von Vélez Sarsfield zu spielen und gab sein Profidebüt im Februar 2002. Kurze Zeit spielte er im ersten Quartal des Jahres 2004 für Querétaro FC in der Liga de Expansión MX, kehrte jedoch zu Vélez Sarsfield zurück. Er war Teil des Teams, das die Clausura 2005 gewann, kam jedoch kaum zum Einsatz, da er an Fabricio Fuentes, Maximiliano Pellegrino und Hernán Pellerano nicht vorbeikam. Während der Saison 2007/08 war Uglessich nach Pellegrinos Abgang Stammspieler bei Vélez. Anfang 2009 verließ Uglessich Vélez Sarsfield im gegenseitigen Einvernehmen und unterschrieb bei Arsenal de Sarandí.
Im August 2009 unterzeichnete er einen Vertrag bei Albacete Balompié, löste diesen aber auf seinen Wunsch hin auf. Er kehrte nach Südamerika zurück und spielte in Paraguay erst für Olimpia, anschließend für Cerro Porteño und wurde Meister der Apertura 2012. Im Jahr 2013 wechselte Uglessich zum chilenischen Erstligisten CD O’Higgins und gewann die Apertura 2013/14. Im Jahr 2014 gewann er mit dem Verein die Supercopa de Chile im Finale gegen Deportes Iquique, wobei er im Elfmeterschießen den fünften Elfmeter verschoss. Mit dem Verein aus Rancagua nahm er an der Copa Libertadores 2014 teil, schied aber als Dritter in der Gruppenphase aus. In der zweiten Jahreshälfte 2014 verließ er O’Higgins und unterschrieb bei Universidad Católica. Für sein letztes Karrierejahr kehrte Uglessich nach Argentinien zurück und beendete seine Laufbahn im August 2016 beim Quilmes AC.

## Erfolge
Vélez Sarsfield
- Argentinischer Meister: 2005-C

Cerro Porteño
- Paraguayischer Meister: 2012-A

O’Higgins
- Chilenischer Meister: 2013/14-A
- Chilenischer Supercup-Sieger: 2014